# イタリア (飛行船)
| イタリア号 |                                               |
| 船歴       |                                               |
| 初飛行     |                                               |
| その後     | 1928年5月25日、北極で遭難し、その後消息不明。 |
| 性能諸元   |                                               |
| 重量       |                                               |
| 浮揚ガス   | 水素                                          |
| ガス容積   | 18,500 m3                                     |
| 全長       | 105.4 m                                       |
| 直径       | 19.4 m                                        |
| 機関       | マイバッハ発動機 3基 （合計750 hp）           |
| 最大速度   | 112.3 km/h                                    |
| ペイロード | 9,405 kg                                      |
| 乗員       |                                               |

イタリア（Italia）は、イタリアの探検家・飛行船設計者のウンベルト・ノビレ少将が自身の2回目の北極飛行に使用した半硬式飛行船である。1928年、北極点到達の帰路に遭難し、国際的な救助活動が行われた。

## 設計
イタリア号は、N級半硬式飛行船の一つとしてN4という符号が与えられていた。N1「ノルゲ」とほとんど同一だったが、ガス容積はより大きくなっていた。イタリアの情報源によれば、ノビレが北極探検に好適であると考えたN5飛行船（より大型で搭載能力はN1の3倍）への資金供与をイタリア政府が拒否したため、民間の後援者とミラノ市の援助を受けてN4を建造したという。

## 極地探査へ

### 探検隊のメンバー
乗客
- 気象学者・物理学者 - フィン・マルムグレン（スウェーデン）　徒歩で救援要請中に死亡。
- 物理学者 - フランティシェク・ベゴウネク（英語版）（チェコ）　生存。
- 物理学者 - アルド・ポントレモリ （イタリア、ミラノ大学）　気嚢とともに行方不明。
- 新聞記者 - ウーゴ・ラーゴ、ファシスト党機関紙「イル・ポポロ・ディタリア（英語版）」特派員　同上。

乗組員
- 隊長 - ウンベルト・ノビレ将軍（イタリア）　生存。
- 航法士 - アダルベルト・マリアーノ（イタリア軍）　徒歩で救援要請に向かう。生存。
- 航法士 - フィリッポ・ザッピ Filippo Zappi（イタリア語）（同上）　徒歩で救援要請に向かう。生存。
- 航海士・水路調査士 - アルフレード・ヴィグリエリ（同上）　生存。
- 主任技師 - ナタレ・チェチオーニ　生存。
- 無線操作員 - ジュゼッペ・ビアージ（英語版）　生存。
- 昇降舵操作員、技師 - フェリーチェ・トロジャニ（英語版）　生存。
- エンジン整備士 - エットーレ・アルドゥイノ主任　気嚢とともに行方不明。
  - - アッティリオ・カラッティ（左舷エンジン）　同上。
  - - カリスト・チョッカ（右舷エンジン）　同上。
  - - レナート・アレッサンドリーニ（イタリア語版）（リグ、操舵）　同上。
  - - ヴィンチェンツォ・ポメラ（船尾エンジン）　墜落の際に死亡[1]。
- 従軍記者 - フランセスコ・トマセリ（イタリア軍山岳部隊）　遭難時の飛行は不参加　生存。
- 探検隊のマスコット犬 - ティティーナ　ノビレ将軍の愛犬（フォックス・テリア）　生存。

### 極地探検飛行

イタリア号の航路

ノビレは5回の探検飛行を計画した。それはいずれもニーオーレスン（キングズベイ）から出発して同地に戻るコースであったが、探検する区域はそれぞれ異なっていた。
最初の飛行は1928年5月11日にニーオーレスン（キングズベイ）から出発したが、着氷と制御システムに問題が発生、わずか8時間で引き返した。
2度目の飛行は5月15日に離陸、当時まだ地図に載っていなかったニコライ2世島までの2,500マイル (4,000 km)を往復し、気象・磁気・地理に関する貴重なデータを収集した。
3回目の飛行は1928年5月23日に開始され、強い追い風の助けを借りて1928年5月24日の午前0時24分に北極点に到達した。ノビレは天候の悪化により着陸は実施できなかったが、複数の研究者を氷上に降ろす目的でウインチ、膨張式の筏、それに（なんとも幸運なことに）サバイバルパックを準備していた。代わりにイタリアおよびミラノの旗と、ローマ教皇から渡された木製の十字架を氷上に投下し、5月24日2時20分、イタリア号は基地へ戻り始めた。天候は極めて悪く視界はようやく地表を確認できる程度であり、探検隊の気象学者フィン・マルムグレンの予測に従い近距離にあるはずの風の穏やかな区域に出ようと悪戦苦闘した。
5月25日午前9時25分、最初の事故が起こった。昇降舵の制御が効かなくなり、下向きに固定されてしまったのである。イタリア号はすべてのエンジンを停止し、雲層上3,000フィート（約900 m）まで上昇、重要な点として30分間、明るい陽光に船体をさらしている。エンジンを再起動、その後は特段の問題なく1,000フィート（約300 m）まで降下したが、10時25分になって船体がテイルヘビーの状態にあり、1秒間に2フィート（60 cm）の速度で降下していることが判明した。
昇降舵を一杯に上げ重量物を投棄したにもかかわらず、飛行船は墜落、氷塊に衝突した操縦キャビンが壊れると直後に船体から脱落し生存者9人と1人の遺体が氷上に残された。気嚢はまだ空中に浮いたままであり、残る6人の搭乗者は地上に降りることができない。エットーレ・アルドゥイノ主任技師は気嚢とともに徐々に吹き流されつつ注目に値する冷静さを発揮、積載物を手あたり次第に氷上の男たちに投げ落した。一方で生存者たちはこうして必需品と荷物を手に入れ、長期間の試練を耐えしのぶことが出来たが、他方、漂流した気嚢とアルドゥイノ含む乗員は、ついに発見されなかった。墜落場所はおおよそ北緯81度14分、東経28度14分の地点である。生存者の乗った浮氷は、フォイン島とブロック島の方向へ流されていた。

## 事故原因
事故原因は、今日なお確定していない。

## 救助活動
国際的な救助作業が行われたが、イタリア側の無関心と政治的な干渉によって難航した。生存者のみならず行方不明となった遭難者を捜索するノルウェー、ロシア、スウェーデン、フィンランドのパイロットの勇敢さは、イタリア・ファシスト政府の不甲斐ない対応と鋭い対照をなした。協調の欠如は事故の生存者すべて（救助に向かって遭難した者も含めて）の救出までに49日以上もかかる結果を招く。ロアール・アムンセンは救出活動に参加しようと、フランスのラザム水上機でスピッツベルゲン島に向かい行方不明となり、死亡と推定された。
救助活動の進行（時系列）
- 5月25日 - イタリア号、流氷上に墜落。ビアージ通信士が無線機を掘り起こし、ラジオマストを立ててSOS送信を開始。
- 5月31日 - イタリア号生存者との無線の接触が中断。原因は気象状況に加え、無線監視の維持および定時送信の継続を怠った母船「チッタ・ディ・ミラノ」号の怠慢であった。マルムグレン、マリアーノ、ザッピの3名が救援を要請するため、徒歩で出発。
- 6月03日 - イタリア号のSOS信号を、ロシアのVokhma村のアマチュア無線家ニコライ・シュミットが傍受[7]。
- 6月05日 - ノルウェーのパイロットが初めてイタリア号捜索飛行を実施。翌週にはノルウェー、スウェーデン、フィンランド、ロシア、イタリアのパイロットも捜索救難飛行を開始。
- 6月08日 - 流氷上のイタリア号生存者とイタリア捜索隊の乗るチッタ・ディ・ミラノの無線接触が確立。捜索活動継続。
- 6月15日-16日 - マルムグレンが氷上で衰弱、やがて置き去りにするよう申し出る。その後、遺体は見つかっていない。
- 6月18日 - ロアール・アムンセンが救出活動に加わるためスピッツベルゲンに向けて飛行中に失踪。イタリア軍山岳部隊のソラ大尉は命令を無視して、北極探検家フレミングおよびファン・ドンゲンと犬ぞり隊を組み、事故現場を目指して出発。フレミング以外はフォイン島で足止めされる。
- 6月20日 - イタリアのパイロット、マッダレーナが生存者を視認し必需品を投下したが、その多くは落下の衝撃で破損または役に立たなかった。
- 6月22日 - イタリアとスウェーデンのパイロットが更に必需品を投下し、受け渡しに成功。
- 6月23日 - スウェーデンのパイロット、エイナー・ルンドボルイ（英語版）は流氷に降着、ノビレに強く勧めて捜索基地へ連れ戻す。2度目の救出行で他の生存者を連れ帰ろうとするが降着に失敗、遭難。救助活動は中断、流氷上の降着に適した軽量飛行機の到着を待つことになる。
- 7月06日 - 救助を待ったルンドボルイは、自身の副操縦士であるビルイェル・シベルイの操る軽量の複葉水上機モスで脱出。シベルイはイタリア号の残る5人も救いに戻ると約束するが、ルンドベルイを安全な場所まで運ぶと、方針が変更された。
- 7月12日 - 前日に大型艦載機が確認した位置で、ロシアの砕氷船クラーシン（英語版）がマリアーノとザッピの2人を救出。残り5人のイタリア号生存者も同日中にクラーシンに救出され、ニーオーレスンへ向かう。これとは別に、ロシア艦載機パイロットのB・チュクノフスキー（英語版）以下搭乗員4人もザッピとマリアーノの発見を打電後、降着に失敗して遭難しており、同船に救助される。
- 7月14日 - フィンランドとスウェーデンの航空機が、フォイン島でイタリア軍ソラ大尉と民間人救助者ファン・ドンゲンを救助。

### イタリア号およびアムンセン捜索隊の一覧
イタリア号遭難事故に際し、1928年夏の捜索ならびに救助活動に航空機23機、船舶20隻、犬ぞりチーム3件が加わった。その内訳を国別に一覧にする。
デンマーク：
- 国有の北極スクーナー船「グスタフ・ホルム」（王立グリーンランド貿易会社 Den Kongelige Grønlandske Handel, KGH（デンマーク語）) 所属）。

フィンランド：
- ポンツーン / 水上機ユンカース F.13「Turku」号 K-SALG (アエロ・オイ (後のフィンランド航空) 所属)、パイロット：Lihr。

フランス：
- 複葉水上機ラタム 47「02」号 (フランス海軍所属)、パイロット：ルネ・ギルボー（英語）。
- 小型水上機2隻、複葉式シュレック（巡航船「ストラスブール」に搭載）。
- 巡航船「ストラスブール」、石油補給船「デュランス」、漁業検査船「クエンティン・ルーズベルト」、民間探検船「プルコイ・パス？」

イタリア：
- 飛行艇サヴォイア・マルケッティ S.55 I-SAAT 「サンタマリア」号（イタリア空軍）、パイロット：マッダレーナ。
- 水上機 Do15 Do J「マリーナII」号、I-PLIF（イタリア空軍）、パイロット：Penzo。
- 水上機 Do15 Do J「マリーナI」号[注釈 2]、I-XAAF（イタリア空軍）、パイロット：Ravazzoni。
- 小型水上機2機、複葉式マッキ M.18、イタリア軍捜索隊を乗せた「チッタ・ディ・ミラノ」ならびに捕鯨船「ブラガンサ」(Braganza、ノルウェー船籍) に艦載。パイロット：Penzo、Crosio。
- ケーブル敷設船「チッタ・ディ・ミラノ」（イタリア軍が捜索本部を置く）、アザラシ猟船「#ホビー」、「ブラガンサ」。
- 猟師ワルデマール・クレーマー (ノルウェー民間人 Waldemar Kræmer) に加えアルピーニ隊兵士4名による西スピッツベルゲン島[注釈 3]周辺海域の捜索を実施。
- 犬ぞり部隊による捜索活動
  - アルピーニ隊長ソラ、フォイン島 Foynøya とブロチ島 Brochøya 一帯まで広範囲を担当。
  - ファン・ドンゲン (オランダ民間人)、北東島周辺を捜索、フォイン島とブロチ島まで至る。
  - ルドフィグ・フレミング (デンマーク民間人)、北東島まで捜索し前進を断念。

ノルウェー：
- 単葉フロート水上機ハンザ・ブランデンブルクW33（英語）「F.36」、パイロット：リュツォホルム Lützow-Holm。
- 同上 「F.38」、パイロット：リーサラーセン Riiser-Larsen。
- 複葉フロート水上機機ソッピース ベイビー（英語版）「F-100」、パイロット：Lambrecht (王立ノルウェー海軍海防戦艦「Tordenskjold」（英語）に艦載。)
- 同上 「F-102」、パイロット： Ingebrigtsen (同上)。
- 小巡洋艦「Tordenskjold」、アザラシ猟船「#ホビー」（出動3回。アメリカ、イタリアの項を参照）、「#ブラガンサ」（出動2回。イタリアの項を参照）。「Veslekari」、パイロット：トリグヴェ・グラン。「Heimland」。漁業検査船「Michael Sars」、スヴァールバル州知事公用船「Svalbard」、炭鉱会社の用船（名称不明）。
- 民間人犬ぞりチーム
  - わな猟師のヒルマー・ノイスとロルフ・S・タンバーグ率いる犬ぞりチームには、行程の一部に応援としてイタリア人学生登山家アルベルティーニとマッテオダの2名が参加。

ソビエト連邦：
- 水上飛行機/スキー付き単葉機ユンカースG.24/G.23（英語）「Red Bear」号（砕氷船#クラーシン号に艦載）、パイロット：ボリス・チュクノフスキ（英語）。
- 水上飛行機/スキー付き単葉機ユンカース F.13 RR-DAS、パイロット：Babushkin（「マリギン」に艦載）。
- スキー単葉機ユンカース F.13 RR-??? （「Sedov」に艦載。出動見送り）。
- 砕氷船3隻。「#クラーシン」、「マリギン」（英語）、「ゲオルギ・セドフ」（英語）および巡洋艦「ペルセウス」（英語）。

スウェーデン：
- 水上飛行機単葉機ハンザ・ブランデンブルク（ハインケルHe.5（英語））「255」、パイロット：Tornberg。
- 単葉水上飛行機ハンザブランデンブルク（ハインケルHE 5）「257」、パイロット：ヤコブソン。
- スキー複葉機フォッカーC.V.M.（英語）「31」、パイロット：E・ルンドボルイ。
- 複葉水上機／水上スキー型フォッカーC.V.M.「32」（「Tanja」に艦載、出動せず）。
- 複葉水上機／水上スキー型デ・ハビランド DH.60 モス S-AABN、パイロット：シベルイ。
- 単葉水上機Klemm-Daimler L.20（英語）「D-1357」(ドイツ)、パイロット：エクマン。
- 単葉水上機ユンカースG 24「Uppland」 S-AABG（国営航空ABA所属）、パイロット：ヴィクトル・ニルソン。
- アザラシ猟船「クエスト」と貨物船S/S「タニア」。

アメリカ：
- アザラシ猟船「ホビー」にてハンザ・ブランデンブルクW33「F.36」と「F.38」のパイロット2名が参加(スウェーデンの項参照)：リュツォホルムとリーサラーセン（極地探検家ルイーズ・ボイド（英語版）の手配による）。

## 創作
- この物語は1969年、ソビエト/イタリア合作映画「SOS北極... 赤いテント」（ロシア語: Красная палатка）として映画化された。
- 星野之宣のコミック『蜃気楼-ファタ・モルガーナ-』は、#マルムグレンを主人公とし、イタリア号の探検と遭難を描いている。